# 京成バス東京
京成バス東京株式会社（けいせいバスとうきょう、英: Keisei Bus Tokyo Inc.）は、東京都葛飾区に本社を置く京成グループのバス事業者。
京成電鉄奥戸営業所からの分社化により設立された。東京都内では唯一となる京成電鉄バスホールディングスの地域子会社である。2025年4月1日に京成タウンバスから社名を変更した。
運行エリアは本社のある葛飾区を中心に、隣接する埼玉県三郷市へも乗り入れる。
貸切バスの営業区域は、東京都、千葉県松戸市、市川市、埼玉県三郷市、八潮市である。

## 沿革
2000年7月12日に京成タウンバス株式会社として設立。2001年2月16日、京成電鉄（当時）奥戸営業所から葛飾区内の6路線を移管され営業運行を開始した。2021年2月現在、15路線を運行している。
京成電鉄では1990年代後半からバス事業の分社化を開始し、その際には営業所単位で分割する地域分社化の手法を採った。これは首都圏のバス事業者では最初期の地域分社化となった。なお同年には神奈川中央交通が湘南神奈交バスを設立し、同様に地域分社化を開始している。1997年には京王帝都電鉄が京王バス株式会社（初代）を設立してこれに続いた。
1995年に最初の地域子会社としてちばフラワーバスを設立、1998年にはちばレインボーバス、2000年にはちばシティバスとちばグリーンバスが設立され、京成電鉄のバス事業分社化は急速に進んだ。そして都内でも奥戸営業所を金町営業所の支所として高速バス担当とし、一般路線を移管する形で京成タウンバスが営業開始した。さらに京成電鉄本体に残ったバス事業も、2003年10月1日に京成バス株式会社が営業開始してその一切を承継し、京成グループのバス分社化は完了した。
本社営業所は旧奥戸第二車庫に設置され、営業所前に「タウンバス車庫」停留所（現名称「葛飾営業所」）が新設された。旧奥戸第一車庫は金町営業所へ移管され「京成バス奥戸出張所」となり、のちに京成バス奥戸営業所となった。2001年8月1日には金町営業所から新宿線（小54）および堀切線（有01）の2路線を移管された。
2018年9月11日に一般貸切旅客自動車運送事業の許可を受け、同年11月22日より貸切バスの営業を開始した。
2020年5月12日より順次ご当地ナンバーを導入し、翌13日より「葛飾ナンバー」での運行を開始した。
2025年4月1日、京成グループにおけるバス事業再編により京成電鉄バスホールディングス傘下となり、京成バス東京株式会社に社名変更、同時に営業所名についても葛飾営業所の名称が定められた。2026年4月1日には再度の事業再編により、京成バスのうち奥戸営業所・東雲車庫・金町営業所・江戸川営業所管内についても、京成バス東京へ統合される予定である。
2025年5月26日、貸切バスの営業区域を、新たに「千葉県松戸市、市川市、埼玉県三郷市、八潮市」へ拡大した。

## 運行路線

### 綾瀬線
- 新小51 : 新小岩駅 - 平和橋 - 堀切菖蒲園駅 - 登記所 - 綾瀬駅
- 新小51（出入庫） : 新小岩駅 - 平和橋 - 渋江公園 - 葛飾営業所
- 新小51（出入庫） : 葛飾営業所 - 渋江公園 - 登記所 - 綾瀬駅
  - 1954年1月15日 : 〈京成〉奥戸車庫 - 大和ゴム前（現・渋江公園） - 小菅 - 五反野南町（のち荒川二丁目） - 千住四丁目 - 北千住駅を開通。
  - 昭和 : 今井 - 小岩駅 - 奥戸車庫 - 小菅 - 北千住駅の運行が行われる。
  - 昭和30年代 : 〈京成〉新小岩駅 - 平和橋 - 小菅 - 五反野南町 - 北千住駅に変更。
  - 昭和40年代前半 : 〈京成〉新小岩駅 - 平和橋 - 小菅 - 綾瀬二丁目 - 綾瀬駅 - 小菅一丁目 - 五反野南町 - 北千住駅に変更する。
  - 1975年頃 : 〈京成〉小菅一丁目 - 北千住駅間を廃止し、新小岩駅 - 綾瀬二丁目 - 綾瀬駅および奥戸車庫 - 綾瀬二丁目 - 綾瀬駅 - 小菅一丁目に短縮し、綾瀬線となる。
  - 昭和50年代 : 〈京成〉新小岩駅 - 綾瀬二丁目 - 綾瀬駅 - 小菅一丁目に統合する。
  - 1996年4月20日 : 〈京成〉新小岩駅 - 小菅 - 登記所 - 綾瀬駅に変更。
  - 2001年2月16日 : 京成タウンとなる。のち、『平和橋通り線』に線名が変更。
  - 時期不明 : 路線名を『綾瀬線』に変更。

新小岩駅を発車して平和橋通りをまっすぐ北上して綾瀬駅まで行く系統である。主に大型車で運行される。
新小岩駅を出ると総武線のガードをくぐり、蔵前橋通りを交差するが、ここの巽橋交差点が非常に混むことがある（現在は陸橋完成で若干緩和された）。さらに、渋江公園付近で京成押上線の踏切付近は慢性的に混んでいる。綾瀬駅東口を経由していた頃は混雑対策用のルートもあった。以前のルートでは綾瀬駅東口付近も走っており、そこの渋滞もひどかったが、路線変更によりこれは解消されている。一方で、2013年11月下旬に新小岩駅南口入口交差点にあった、歩道橋が撤去され、その代わりに歩行者信号が設置された。これにより車道側の青信号の現示時間が短縮されたせいか、南口ロータリーへの出入りで渋滞が起きるようになった。

「登記所」は、足立区と葛飾区を管轄する東京法務局城北出張所を指す。
開通当時は北千住駅まで運行していた。最初は小菅停留所からすぐに西行し、小菅一丁目・刑務所（現・東京拘置所）を通るルートだったが、平和橋通りが小菅停留所 - 今の綾瀬駅東口付近まで延長開通するとすぐに綾瀬駅経由となり、同駅までの利用者が多くなった。全国バス路線便覧（1963年3月31日）によると、新小岩駅 - 北千住駅便と新小岩駅 - 堀切車庫便（現・堀切五丁目）がほぼ同数となっており、この時期は南側の利用者の方が圧倒的に多かったようである。なおこの時期には、小菅刑務所（現・黒羽刑務所）から釈放された際に迎えの来なかった元受刑者が、故郷へ帰るため最寄りの国電の駅に出るのに利用するという役割もあった。
1973年（昭和48年）頃に北千住駅への運行をとりやめ、ほとんどの便を綾瀬駅止まりとし、わずかな便を小菅一丁目まで運行するように変更した。ちなみに、千代田線が北千住 - 綾瀬間を開通し、常磐線と相互乗入れを開始したのは1971年4月20日である。北千住駅付近のルートを廃止したのは、千住新橋の架け替えにより小菅側と橋の連絡が困難となったからだとのことである。しかし、小菅一丁目止まりとなったことで、定期的な利用者はほとんどいなくなってしまい、綾瀬駅東口・綾瀬二丁目を通るより綾瀬一丁目を通る方が利便性が高いということから、現在のようなルートに変わった。
1996年（平成8年）のダイヤ改正で綾瀬駅と小菅一丁目の間が廃止になり、現在のルートが完成した。この時に葛飾区小菅一丁目付近は路線バスが一切なくなったため、翌1997年、日立自動車交通が乗合参入第一弾として綾瀬駅を起終点とする循環乗合タクシー『さくら号』をスタートさせた。
葛飾営業所発着便は出入庫便である。出庫は朝のみ、入庫は深夜のみの運行。ほぼ中間地点の渋江公園付近で本線を逸れて奥戸街道に入り葛飾営業所へ向かう。

### 四ツ木線
- 新小52 : 新小岩駅東北広場 - 四ツ木駅 - 葛飾営業所 - 小岩駅北口 - 市川駅
- 新小52（出入庫） : 新小岩駅東北広場 - 四ツ木駅 - 葛飾営業所
- 新小52（出入庫） : 葛飾営業所 - 小岩駅北口 - 市川駅
- 新小52乙 : 新小岩駅東北広場 ← 四ッ木駅 ← 葛飾区役所 ← 青砥駅入口 ← 亀有駅
- 新小52乙（出入庫） : 葛飾営業所 - 文化会館（葛飾区役所非経由） - 青砥駅入口 - 亀有駅
  - 1933年4月20日 : 中島自動車の路線（四ツ木 - お花茶屋 - 亀有）を京成が買収。
  - 1934年12月30日 : 上平井乗合自動車（上平井（のち、上平井車庫、現・西新小岩） - 四ツ木および上平井 - 新小岩駅を京成が買収。
  - 1947年11月1日 : 上野線（上野広小路 - 浅草雷門 - 寺島交差点（現・東向島交差点） - 本田警察（現・葛飾警察署） - 立石駅通り - 市川駅）を開通。（注：四ッ木橋西詰付近 - 市川駅間はこれ以前にも別の路線が存在していた。）その後1950年8月8日に都営バス新谷町営業所（現・南千住営業所）が参入して共管となる。
  - 戦後 : 前・亀有線（新小岩駅 - 四ツ木駅 - 立石駅通り - 青砥駅入口 - 亀有駅）を開通。
  - 1975年12月21日：上野線の都営バス便を青戸支所に移管する。
  - 1977年12月16日：上野線から都営バスが撤退、京成の単独運行となる。
  - 1996年9月7日 : 前・亀有線と上野線を統合し、〈京成〉新小岩駅 - 四ツ木駅 - 奥戸車庫 - 市川駅に変更。前・亀有線は新小52乙系統となる。上野線の上野方面は廃止。
  - 2001年2月16日 : 京成タウンとなる。
  - 2009年4月16日 : ダイヤ改正が行われ、区役所付近のルート変更（後述）とタウンバス車庫（現：葛飾営業所） - 亀有駅間の出入庫路線の新設が行われる。
  - 2011年3月28日 : ダイヤ改正が行われ、行き先が新小岩駅東北広場行きとなる。
  - 2018年6月18日 : ダイヤ改正が行われ、新小岩駅東北広場→四ツ木駅→葛飾区役所→青砥駅入口→亀有駅が廃止。以降、葛飾区役所経由便は亀有駅発の1本のみとなる。
  - 時期不明 : 文化会館経由（葛飾区役所非経由）便がタウンバス車庫（現：葛飾営業所）発着に短縮される。

新小岩駅と市川駅を四ツ木駅経由で結ぶ路線である。なお、江戸川駅通り - 市川駅間は千葉県市川市を走行するため、東京都シルバーパス並びに都区内一日乗車券の適用範囲からは外れている。また、市川広小路 - 市川駅の区間は料金が160円となっているので、その区間を利用する場合は乗車時に自己申告の上運賃を支払う形となる。

歴史的には上野広小路 - 市川駅を運行していた上野線（上34）と新小岩駅 - 四ッ木駅 - 亀有駅間を運行していた前・亀有線（前・新小52）が、1996年の抜本的路線改変により、それぞれ短縮された上で結合したものである。

新小岩駅 - 亀有駅を直通する機能は、同時期にできた現・亀有線（現・新小53、 現在も京成バスの運行）にその役目を譲ったが、四ッ木駅周辺の乗客への迷惑を回避することを目的として、前・新小52と同一ルートでの運行も継続し、これには新小52乙という系統番号が割り当てられた。
2009年4月16日にダイヤ改正が行われた際に区役所付近で以下のようなルート変更が行われた。
- 2009年4月15日までの経路：立石七丁目 - 文化会館 - 葛飾区役所 - 文化会館（シンフォニーヒルズ側） - 青砥駅入口
- 2009年4月16日からの経路：立石七丁目 - 葛飾区役所 - 文化会館（シンフォニーヒルズ側） - 青砥駅入口

これにより立石七丁目 - 葛飾区役所の間で距離短縮が図られた。
ルートのうち、西新小岩、四ツ木駅付近は住宅の密集度に比べて道路が狭い。それでも利用者が多く、大型車のみによる運行が長く続いていた。しかし、渋江公園付近の京成押上線の踏切により定時運行が阻害されるなどの問題もあり、近年の全体的なバス利用度の低下もあって、四ッ木線として運行してからは、かなり劣勢気味である。
また2011年3月28日より、新小岩駅東北広場の供用開始により、走行ルートが変更された。
- 従来の新小岩駅付近の経路 : 中関橋 - 巽橋 - 新小岩駅北口 - 新小岩駅
- 2011年3月28日からの経路 : 中関橋 - 巽橋 - 新小岩駅東北広場

また、毎年8月に行われる江戸川区花火大会に伴い、渋江公園‐葛飾営業所‐市川駅間が増発運行される。

### 小松川線

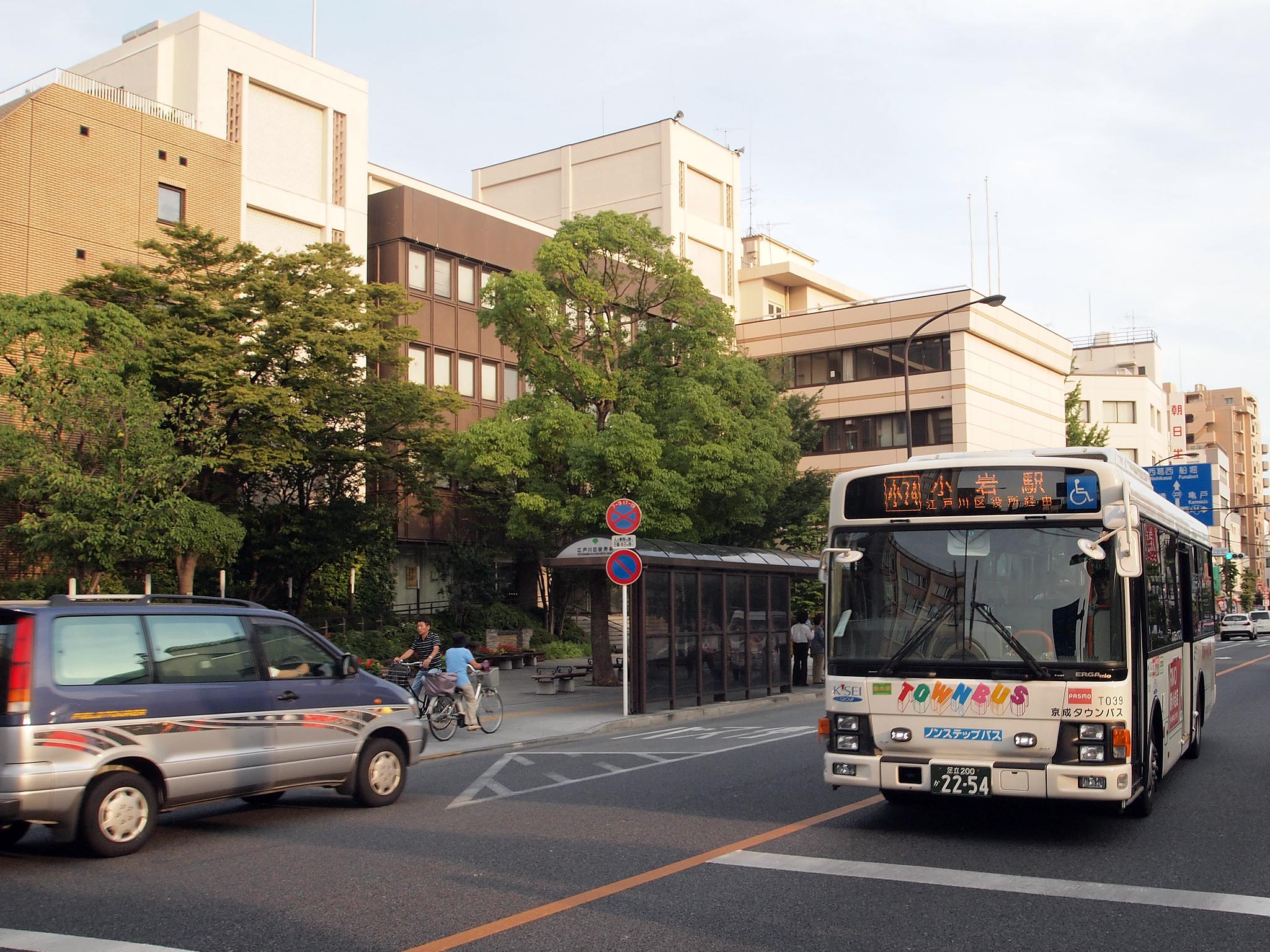
小松川線（T039：江戸川区役所にて）

- 小74：小岩駅 - 二枚橋 - 江戸川区役所 - 小松川警察署（1996年9月まで都営バス江東営業所→江戸川営業所→臨海営業所→江東営業所と共同運行）
- 小74出入：小岩駅 - 二枚橋 - 奥戸六丁目 - 葛飾営業所

沿革
- 1951年（昭和26年）4月1日 : 〈京成・都営120系統→橋27〉新橋線（小岩駅 - 二枚橋 - 水神森 - 浅草橋 - 亀島橋 - 新橋駅）が開通。都営と相互乗入れ。
- 1974年8月15日 : 〈京成・都営錦27〉小岩駅 - 二枚橋 - 水神森 - 浅草橋 - 箱崎町に短縮。箱崎線となる。
- 1989年4月24日 : 〈京成・都営錦27〉箱崎町発着便を休日のデータイムのみとし、残りを両国駅発着に変更。
- 1996年9月7日 : 相互乗り入れを取りやめ、〈京成小74〉小岩駅 - 小松川警察署に短縮。小松川線となる。〈都営錦27〉は両国駅発着に短縮。共通定期券適用区間を小岩駅 - 小松川警察署に変更。
- 2001年2月16日 : 小松川線が京成タウンとなる。出入庫便を小岩駅 - タウンバス車庫（現：葛飾営業所）に短縮。

小松川線は小岩駅と小松川警察署を江戸川区役所前経由で結ぶ路線である。小岩地区から江戸川区役所へのアクセス路線としても機能する。かつては、都営と共同で小松川警察署から先錦糸町駅を経て中央区の箱崎町まで、更に古くは港区の国電新橋駅まで運転していた。1996年に荒川以西への乗り入れを取りやめ、現在の小松川警察署まで短縮された。そのため、本線の全区間が都営バスの錦27系統と重複する。
本線の全区間が都営と交互に発車するダイヤが組まれている。但し、都営側は京成よりも京葉道路を長く走行するため遅れて順序が逆になる場合が多い。

### 大杉線
- 新小20 : 東新小岩三丁目 - 上一色 - 一之江駅（注：都営バスは、東新小岩四丁目 - 一之江駅環七口）《都営バス今井支所→臨海営業所→臨海支所と共同運行》
- 新小20 : 新小岩駅北口（←小松中学校、東新小岩三丁目→）鹿本中学校 - 本一色 - 一之江駅（平日土曜朝のみ）
- 新小20（出入庫） : 葛飾営業所 - 奥戸消防署 - 東新小岩三丁目 - 上一色 - 一之江駅

沿革
- 1987年1月14日 : 〈京成〉東新小岩三丁目 - 上一色 - 一之江駅を開通。都営バスと共同運行。当初の京成の線名は上一色（かみいっしき）線。
- 1996年7月20日 : 〈京成〉都営のみ東新小岩四丁目 - 上一色 - 一之江駅に延長。京成は運行区間に変更なし。
- 2001年2月16日 : 京成タウンバスへ移管。その後、路線名を「大杉線」へ変更。
- 2017年4月1日 : タウンバス車庫（現：葛飾営業所） - 東新小岩三丁目間の出入庫回送区間を一部便で営業運行化。

大杉線は、新小岩駅付近の除くルートの多くが環状七号線を経由し、一之江駅まで至る。中間部の大部分は独自区間となっている。しかし当初から運行便数があまり多くなかったことや、他路線の使用で間に合う部分が多かったことから利用が伸びず、便数は徐々に減少している。
開通当初は相互乗り入れを厳格に行うことになっていたため、都営と京成で同一本数であったが、営業成績の事情から両事業者とも柔軟な対応をすることとなり、都営とタウンバスの運行本数の差や、新小岩側の起点の相違などが見られる。タウンバスの起点が東新小岩三丁目であるのは、同社の操車場が三丁目に存在するからである。

### お花茶屋線
- 有57 : 葛飾区役所 - お花茶屋駅 - 亀有駅
- 有57（出入庫） : 葛飾営業所 - 葛飾区役所 - お花茶屋駅 - 亀有駅
  - 昭和 : 〈京成〉本田線（亀有駅 - お花茶屋三丁目 - 本田警察 - 葛飾区役所）が開通。
  - 昭和 : 〈京成〉亀有四丁目・西亀有三丁目経由に変更し、亀有駅 - 奥戸車庫に変更。
  - 1996年9月7日 : 〈京成〉本田線を廃止し、堀切線を減便し、奥戸車庫 - お花茶屋駅 - 亀有駅が開通。
  - 2001年2月16日 : 京成タウンバスへ移管。タウンバス車庫（現：葛飾営業所） - お花茶屋駅 - 亀有駅へ延長。
  - 2014年1月16日 : 出入庫系統のみの経路変更により、文化会館・かつしかシンフォニーヒルズ停留所には停車しなくなった（各停留所での運行時刻の変更はなし）。

お花茶屋線は、1996年の路線再編の際に当時の奥戸線、本田線の2線を廃止することとし、この中間部を通るように新たに設けられた路線である。運行頻度は平日30分間隔、土休日20分間隔である。

### 環七線
- 新小58 : 新小岩駅 - 上平井中学校 - スポーツセンター - 青砥駅東交差点 - 亀有駅
- 新小58（出入庫） : 新小岩駅 - 上平井中学校 - 葛飾営業所
- 新小58（出入庫） : 葛飾営業所 - スポーツセンター - 青砥駅東交差点 - 亀有駅
  - 1996年11月1日 : 〈京成〉新小岩駅北口 - 青砥駅東交差点 - 亀有駅が開通。金町営業所担当。
  - 2001年2月16日 :  京成タウンバスへ移管。新小岩駅 - 青砥駅東交差点 - 亀有駅に延長。
  - 2004年3月16日 : 新小岩駅北口 - 青砥駅東交差点 - 亀有駅に短縮。
  - 2013年8月27日 : 新小岩駅南口のロータリー整備に伴い、再度南口始発に変更。

環状七号線の奥戸 - 亀有駅間は、開通後しばらくの間路線バスが走っていなかった。この付近は南北に走るバスが他になかったため、葛飾区が路線新設の要望を出していた。そこで、1996年9月に先行して実施された葛飾区内の京成バスの路線再編成に少し遅れて、この環七線が11月1日より新設された。この路線の開業により、環状七号線はほぼ全区間を路線バスが走行することになった。
開通当初は新小岩駅北口が起点であったが、折り返しは南口のロータリーを使用していた。そのためタウンバスへの移管時点で一旦南口始発に変更されたが、2004年3月以降は北口始発に戻された。2013年8月以降、新小岩駅南口のロータリー整備に伴い、再度南口始発に変更された。
この路線は途中でスポーツセンターを経由するが、1996年9月 - 10月の2か月間はスポーツセンターへの経由便がなかった。路線再編前は、旧・新小53が休日のみスポーツセンター経由を運行していたが、その役目はこの系統に交代される形となった。

2007年4月からは江戸川営業所のSS08系統「シャトルセブン」が亀有駅 - 青砥駅東交差点 - 奥戸運動場間で並行している。
2011年6月16日からは、新小岩駅北口～スポーツセンター～亀有駅系統を平日54往復から64往復に、土休日は同系統49往復から58往復に増便。平和橋通り線に次ぐドル箱路線に成長しつつある。

### 新宿線

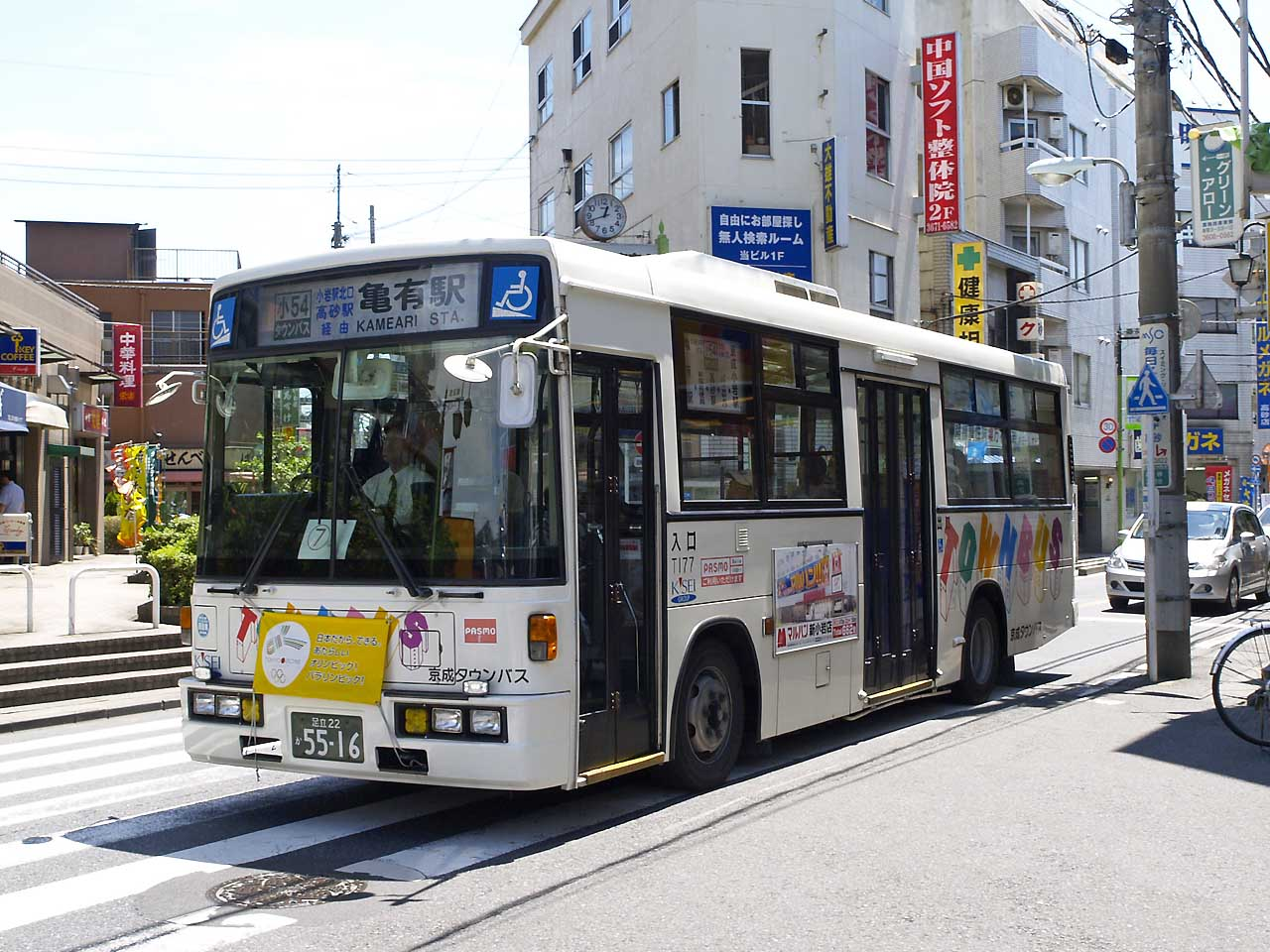
新宿線（T177：京成高砂駅付近にて）

- 小54 : 京成小岩駅 - 小岩駅北口 - 高砂駅 - 金町営業所 - 亀有駅
- 小54（出入庫） : 葛飾営業所 - 稲荷神社 - 高砂駅 - 金町営業所 - 亀有駅

沿革
- 1963年（昭和38年）12月1日 : 京成小岩駅 - 高砂駅 - 亀有駅が開通。
- 1985年頃？ : 古録天神 - 常盤中学 - 金町電話局 - 新宿郵便局から古録天神 - 金町車庫（現京成バス金町営業所） - 新宿郵便局へ経路変更。
- 2001年8月1日 : 京成タウンバスへ移管。タウンバス車庫（現：葛飾営業所）発着の出入便を新設。

新宿（にいじゅく）線は京成小岩駅北口を出るとまず北から東へ向かって江戸川堤防近くをぐるりと回り、京成小岩 - 江戸川間で京成本線の踏切を渡って蔵前橋通り - 小岩駅北口 - 高砂駅 - 金町車庫 - 水戸街道を通って亀有駅まで至る線である。細田踏切 - 高砂小橋間では新金線（新小岩信号場駅 - 金町駅間）の脇を走る。
約20年前に廃止になった「常盤中学」停留所付近に、2006年3月16日、後述の白鳥線「金町二丁目」停留所が新設された。また、京成小岩駅周辺やNTT小岩周辺などで狭隘区間を通るため中型車が使用される。日中20分間隔で運行される。

### 白鳥線

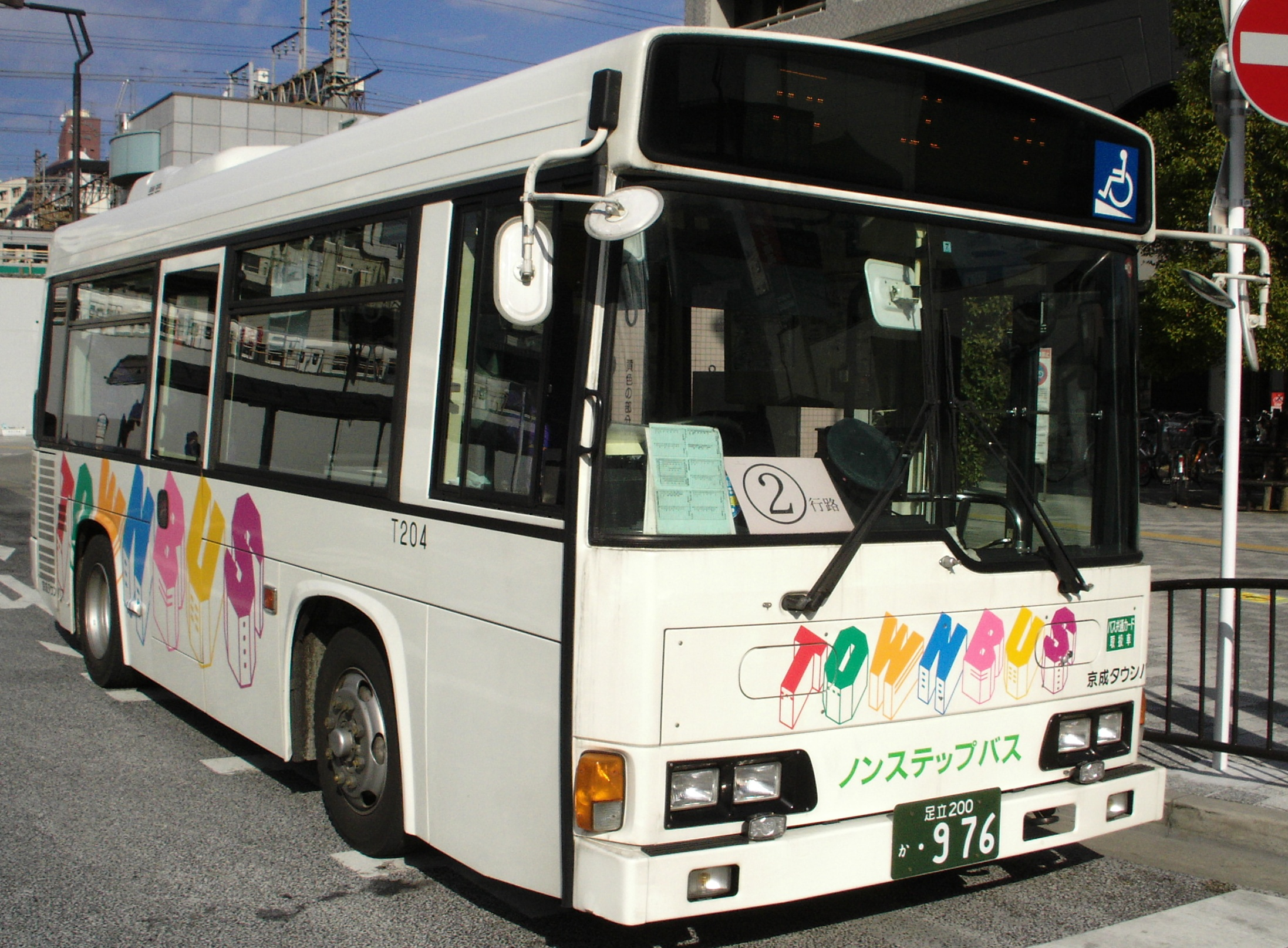
白鳥線に使われるバス（写真のバス「T204」は現在、ちばグリーンバスに転属）

- 有70：金町駅南口 - 新宿三丁目東 - 葛飾商業高校 - 中川橋西 - 亀有駅 - 葛飾野高校 - お花茶屋駅 - ウェルピアかつしか

沿革
- 2006年3月16日：金町駅南口 - ウェルピアかつしか、葛飾商業高校 - ウェルピアかつしかが開通。
- 2007年9月16日：葛飾商業高校折り返し便を廃止。お花茶屋駅 - ウェルピアかつしか間の運行回数を大幅削減し、お花茶屋駅までの区間運転を主体とするダイヤに変更。
- 2011年3月11日に起きた東日本大震災（東北地方太平洋沖地震）の影響（燃料の供給不足が生じているため）で3月13日から3月27日までの間運休になった。
- 2014年1月16日：お花茶屋駅止まりの一部（平日のみ）の便を、大道中学校経由のルートで葛飾区役所・タウンバス車庫（現：葛飾営業所）まで延長し、ダイヤ変更を実施。
- 2019年3月18日：バス1台を使用した平日のみの運行に変更。亀有駅（南口）から新宿周辺を循環する路線の運行。(なお開始時期不詳で、少なくともこの時点では実施済み)[9]
- 2025年（令和7年）3月16日：金町駅〜亀有駅〜タウンバス車庫線と新宿循環線を廃止。金町駅〜亀有駅〜ウェルピアかつしか線が平日1往復のみ存続。[10]

白鳥線は、葛飾区コミュニティバス「レインボーかつしか」（日立自動車交通が運行）と同一経路があり、高砂七丁目公園 - 亀有二丁目と白鳥わかば公園 - ウェルピアかつしかがそれにあたる状態であったが、レインボーかつしかが2024年3月で運行を終了し、ダブルトラック状態は解消された。白鳥線は一部に狭隘区間があるため小型車を使用する。

### 浅草線

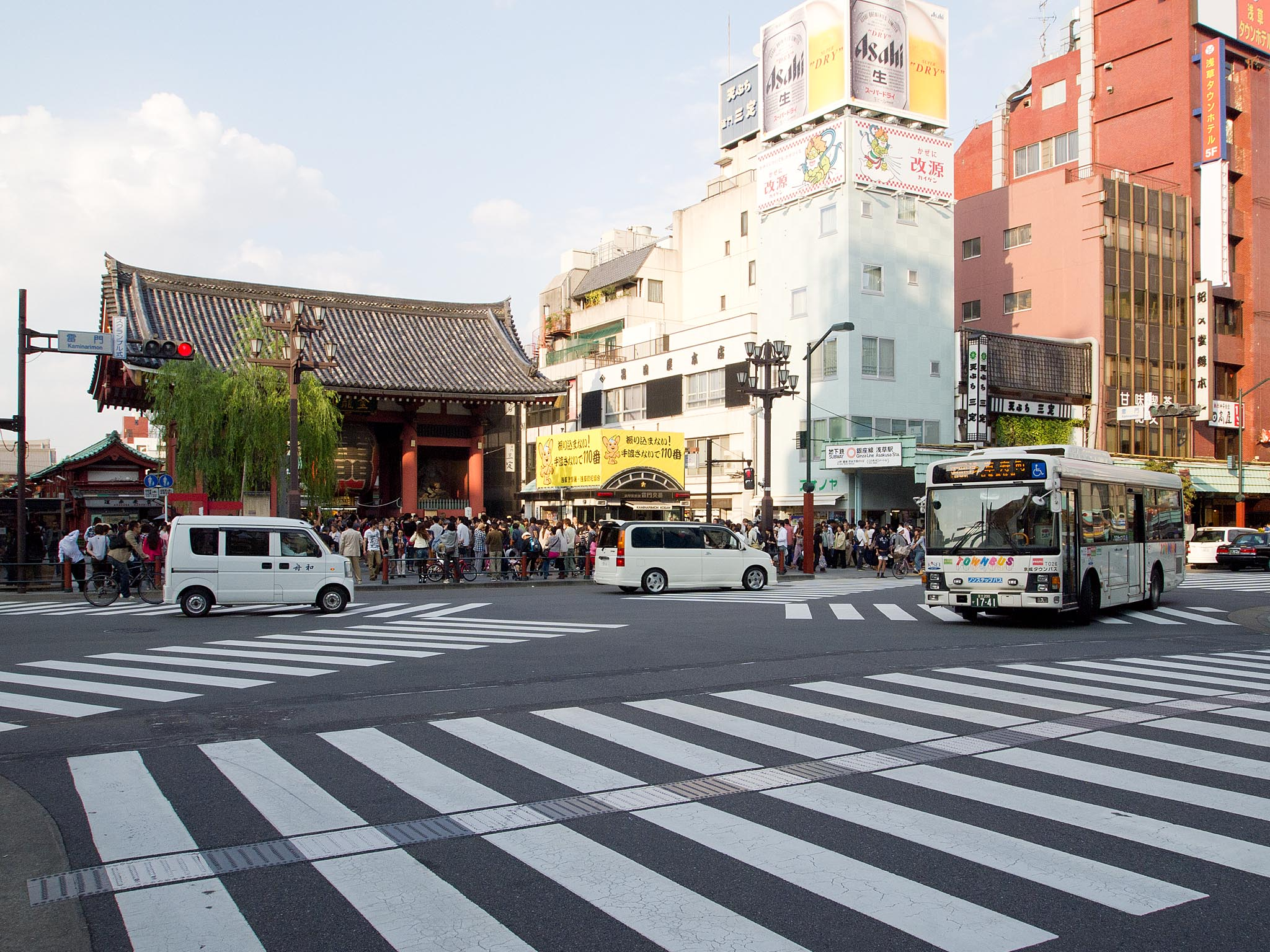
堀切線（T026 : 浅草雷門にて）

- 有01 : 亀有駅 - 堀切七丁目 - 堀切菖蒲園駅 - 白鬚橋 - 東京スカイツリータウン - 浅草寿町（土休日のみ運行）
- 有01 : 亀有駅 - 堀切七丁目 - 堀切菖蒲園駅 - 白鬚橋 - 言問橋 - 浅草寿町（本数少）（土休日のみ運行）

浅草線は京成電鉄がバスの運行を開始した頃の路線の若干形を変えつつ存在している路線といえる。京成電鉄が運行していた頃は大型車で運行されていたが、現在は乗客数を考慮して中型車に移行している。西側の独自区間である墨堤通り沿線は住宅も少なくないが、東武スカイツリーラインに近い線形であることや、戦後にこの付近のバスが水戸街道を中心に運行するようになってからは徐々に勢いが衰え、昭和50年代には実質的にその役目を東武電車および他のバスに譲ってしまった。一方、堀切橋以東 - 浅草を通して利用する乗客は、多くはないものの一定数存在し、簡単に廃止する訳にもいかない状況であった。
京成電鉄時代に合理化のため、一日5回程度までの大幅減便を行ったが、タウンバス移管後、買い物客を中心に結局固定客が離れることがないため増便を実施し、平日は微増にとどまるものの、土休日は毎時1 - 2回程度までの大幅増便を行い、利用者の要望に応えている。
2011年6月16日からは、亀有駅 - 言問橋－浅草寿町系統を、平日6往復からさらに10往復に増便した（土休日は15往復で変更なし）。
2012年5月28日から、平日11往復、土休日15往復に増便し、森鴎外住居跡・東京スカイツリータウン経由に変更した。ただし、土休日1便のみ亀有駅発7時01分発と浅草寿町発8時00分発については旧ルートで運行となる。
平日が6往復に減った2018年6月18日のダイヤ改正を経て、2019年7月16日のダイヤ改正で平日の運行が取りやめられ、土休日のみの運行となった。
隅田川花火大会に伴う通行規制がある場合、亀有駅 - 堀切菖蒲園駅の折り返し運行になる。

### 三郷線
- 金02：金町駅 - みさと公園前 - 戸ヶ崎小学校前 - 三郷中央駅 - 三郷市役所 - 三郷駅
- 金02：金町駅 - みさと公園前 - 戸ヶ崎小学校前 - 三郷中央駅

マイスカイ交通と共同運行。マイスカイ交通担当便は早朝・夜間は三郷市役所バス停を通過する便がある。
沿革
- 2002年10月26日 : 三郷・地域コミュニティバスとして、金町駅 - みさと公園前 - 戸ヶ崎四丁目 - 栄五丁目 - 栄なかみち通り - 栄一丁目 - 三郷市役所 - 三郷駅を開通。マイスカイ交通は開業当初は系統番号は無かったが、のちにM01系統として系統番号を表示。
  - 開業当初の運行本数は、平日・休日同一ダイヤで1日50便（京成タウンバス : マイスカイ交通の比率1 : 2）での運行。
- 2003年12月16日 : ダイヤ改正時に金町駅発三郷市役所止まり（京成タウンバスのみ）を2便増発（2005年8月23日まで金町駅発22時台に運行）。
- 2005年8月24日 : つくばエクスプレス三郷中央駅開業により一部経路変更により、ダイヤ改正実施。金町駅 - みさと公園前 - 戸ヶ崎四丁目 - 栄五丁目 - 栄なかみち通り - 三郷中央駅 - 三郷市役所 - 三郷駅に変更（タウンバスの系統番号は同じだが、マイスカイ交通の系統番号は金町駅 - 三郷駅はM01、金町駅 - 三郷中央駅はM10）。金町駅 - 三郷中央駅発着便は、酒井大橋、栄なかみち通り、酒井公民館バス停を通らない経路（国道298号線経由）で運行。
- 2005年9月16日 : 8月24日に一度、酒井公民館バス停が廃止されたが、のちに同バス停が以前と違う場所に設置。また、マイスカイ交通のみ一部ダイヤ見直し修正を実施。
- 2006年11月27日 : 東金町天王橋バス停を新設（高洲三丁目東バス停が三郷駅方面と金町駅方面が離れている為、三郷駅方面のバス停を金町駅方面のバス停移動し、2006年11月26日までの三郷駅方面のバス停が東金町天王橋バス停になり、新たに金町駅方面にもバス停新設）。
- 2007年11月5日 : ダイヤ改正により、三郷駅発着便の通勤時間帯1時間に2本から3本へ増発。
  - マイスカイ交通のみ朝夜の時間帯は、三郷市役所バス停・総合体育館バス停を通過する便（系統番号M01-1）を新設。2010年1月16日のダイヤ改正にて、京成タウンバスも新設（系統番号金02のまま）された。
- 2010年1月16日 : ダイヤ改正により、三郷放水路（酒井公民館） - 三郷中央駅間に新和小学校入口バス停新設、栄なかみち通り経由の減便（1時間に1本に減便）、三郷中央駅 - 谷中北間の経路変更及び、三郷中央駅入口バス停移設、バスダイヤが2本立て（平日、土曜休日ダイヤ）から3本立て（平日、土曜日、休日ダイヤ）に変更。朝夜の時間帯にて、新たに酒井大橋、栄なかみち通り、酒井公民館、三郷市役所、総合体育館を非経由する便（マイスカイ交通のみ系統番号M01-3）及び、酒井大橋、栄なかみち通り、酒井公民館を非経由（国道298号線）する便（マイスカイ交通のみ系統番号M01-4）を新設（京成タウンバスの系統番号は、金02のまま）。
- 2011年3月11日に起きた東日本大震災により燃料の供給不足が生じたため、3月13日から3月27日までの間は運休した（マイスカイ交通は運転）。
- 2012年4月1日 : M01系統・栄なかみち通り経由便（酒井大橋、栄なかみち通り、酒井公民館バス停）の廃止[13]及び、栄なかみち通り非経由便（国道298号）のダイヤ改正（バスダイヤが3本立て（平日、土曜日、休日ダイヤ）から2本立て（平日、土曜休日ダイヤ）に変更）を実施された。

本路線は、整理券方式運賃後払いに加え、マイスカイ交通が他社との共通乗車制度を一切導入しておらず、運賃徴収方法も現金と自社発売の回数券のみであるという関係上、PASMO・Suicaは利用できない。また都内区間であっても、東京都内フリー定期券、東京都内近距離定期券、都内一日乗車券、京成ゴールドパス・ダイヤモンドパス、京成ゴールドパス65・ダイヤモンドパス65の使用は出来ない。バス共通カードもサービス終了まで一切使用できなかった。東京都シルバーパスはタウンバス運行便のみ都内区間（金町駅 - 半田小学校入口）で利用可能である。
運行比率は概ね、タウンバス 1：マイスカイ 2の割合で運転するダイヤになっている。
タウンバスの車両が、三郷側で不具合が発生した場合はマイスカイの車両が、またマイスカイの車両が金町側で不具合が発生した場合は、タウンバスの車両が代走する場合がある。これは、三郷側からタウンバスの車庫まで、また金町側からマイスカイの車庫までいずれも距離があり、それぞれの車庫から代替の車両を回送すると時間がかかるためである。また、毎年2月のみさとシティハーフマラソン開催日は、三郷中央駅 - 三郷駅間の一部の便にて迂回運行を実施する。

### 新タワー線

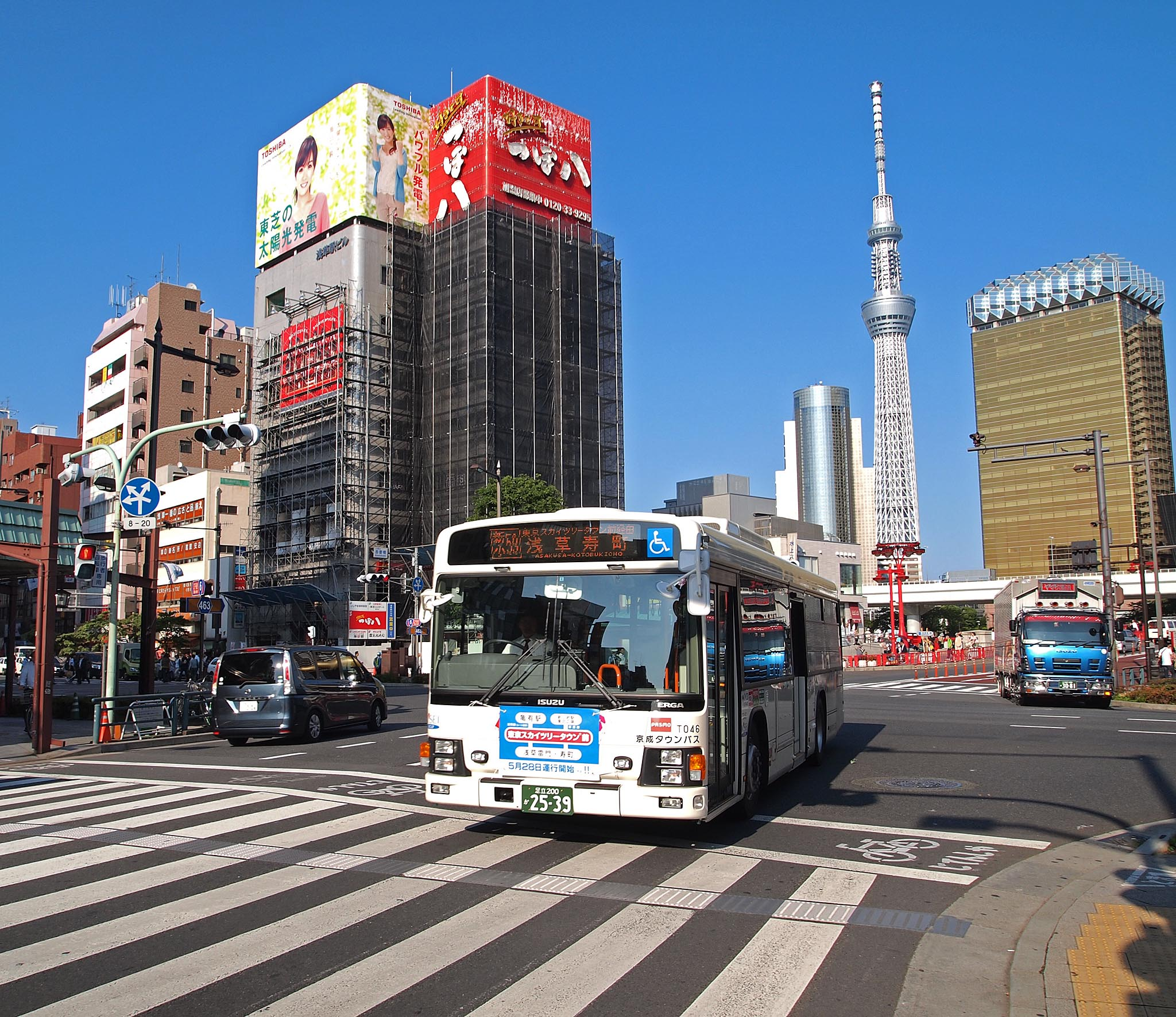
新タワー線（T046：東武浅草駅付近）

- 新小59 : 新小岩駅東北広場 - 東京スカイツリータウン - 浅草雷門 - 浅草寿町
- 新小59（出入庫） : 葛飾営業所 - 奥戸消防署 - 東新小岩二丁目 - 新小岩駅東北広場（1往復のみ）

2012年5月28日運行開始。2013年3月30日までは上記停留所以外には停車せず、新小岩駅東北広場 - 東京スカイツリータウン間の途中停留所がない2点間輸送だったため、土休日はある程度利用者がいたものの、平日は特に浅草寿町側の利用者は少なかった。このため、2013年3月31日より上記停留所以外バス停（新小岩公園・平井駅入口・亀戸香取神社前）を新設。途中停留所の新設により、当路線が通っていながらも恩恵を受けられなかった平井・亀戸地区の利便性が向上した。
当初は京成バス本体との共同運行だったが、京成バス担当便は徐々に減便され、土休日の日中1往復となった後に廃止された。2019年現在はタウンバス単独での運行となった。さらに2019年7月16日のダイヤ改正で浅草線とともに平日の運行がなくなり、土休日のみの運行となった。開業当初は、浅草寿町・浅草雷門を発着するバスとしての運行本数は堀切線より多かったが、減便が続いた結果、タウンバスの中でもとりわけ運行本数の少ない路線となった。
他の一般路線と同様、東京都シルバーパスや都区内一日乗車券の利用も可能である。経路の途中で一般路線としては唯一平井大橋を通過する。大型車が走行できる道路環境は整っているものの、原則として中型車での運用である。

### 綾亀線
- 綾01：綾瀬駅 - 堀切中央病院 - 普賢寺 - 亀有学び交流館 - 亀有駅

2003年3月23日運行開始。地元の請願により開通した路線である。当初は京成バス本体による運行だったが、慈恵線の開設に伴い2016年1月16日付で、土休日の1往復を除くすべての便が京成バスから移管された。本体に残った1往復も2019年11月16日付でタウンバスに移管され、タウンバス単独運行となった。全区間の運賃は150円で、同時に並走路線やそれに準ずる路線の運賃も150円に改定した。

2011年1月16日、亀有駅 - 曳舟川親水公園間に「曳舟十四橋」停留所を新設した。

### 慈恵線
- 有02：亀有駅 - （環七通り） - 慈恵医大葛飾医療センター

2016年1月16日運行開始。平日と土曜に運行し日祝は運休となる。6時台から19時台に20～30分間隔で運行。環七通りの途中停留所にも停車。運賃は大人220円、小児110円で交通系ICカードも使用できる。車両は専用の小型車を使用する。

### 小菅線
- 綾02：綾瀬駅 - 小菅交番前 - お花茶屋駅 - 葛飾区役所 - 北沼公園 - 葛飾営業所

沿革
- 2017年（平成29年）10月23日：葛飾区の社会実験として運行開始。[16][17]
- 2018年（平成30年）3月31日：社会実験終了に伴い、この日をもって一旦廃止。
- 2018年9月16日より定期運行開始。[16]
- 2025年（令和7年）3月16日：タウンバス車庫（現：葛飾営業所）側の経路を変更し、立石駅入口経由から北沼公園（環七通り）経由となる。[10]

2017年10月23日より運行開始。2018年3月31日までの社会実験期間中は京成バス金町営業所との共同運行。毎日28往復運行、うち10往復は綾瀬駅～葛飾区役所間の運行。6時台から20時台に22～35分間隔で運行。タウンバスは中型車を使用する。この路線の運行開始により、「小菅交番前」「小菅二丁目」「東堀切一丁目」の3停留所を新設した。
綾亀線・慈恵線の回送車両を活用することにより、2018年（平成30年）9月16日付でタウンバス自主運行路線として定期運行開始。平日、土休日ともに4.5往復の運行となった。

### 細田線
- 細02（細田循環線） :　新小岩駅東北広場 → 東新小岩二丁目 → 奥戸小学校 → 細田四丁目 → 京成小岩駅西 → 小岩駅北口 → 細田四丁目 → 奥戸小学校 → 東新小岩二丁目 → 新小岩駅東北広場《京成バス金町営業所と共同運行》
- 細02（京成バス出庫便） : 北小岩二丁目 → 小岩駅北口 → 細田四丁目 → 奥戸小学校 → 東新小岩二丁目 → 新小岩駅東北広場
- 細02（京成バス東京出庫便） : 細田四丁目 → 奥戸小学校 → 東新小岩二丁目 → 新小岩駅東北広場
- 細02（京成バス入庫便） : 新小岩駅東北広場 → 東新小岩二丁目 → 奥戸小学校 → 細田四丁目 → 京成小岩駅西
- 細02（京成バス東京入庫便）: 新小岩駅東北広場 → 東新小岩二丁目 → 奥戸六丁目 → 葛飾営業所

沿革
- 2017年1月10日 : 葛飾区の社会実験運行として、細01系統を京成バス金町営業所と共同運行で平日のみ新設。[16]
- 同年3月31日 : 社会実験終了に伴い一旦廃止。
- 2021年2月22日 : 細田循環線として、続番となる細02系統が4年ぶりに新設[18]。細01系統と同様に京成バス金町営業所との共同での運行であるが、外回りを京成バス金町営業所を、内回りを京成タウンバスが担当する。なお、外回りは全日運行されるのに対し、内回りは平日のみの運行となるため、土休日は京成バス担当便のみとなる。
- 2022年11月18日〜11月24日 : 『細田循環バス無料乗車デー』を実施[19]。また11月19日（土）・11月20日（日）は、かつしかフードフェスタ開催に伴い、本来運行されない内回り（タウンバス担当便）も臨時ダイヤで運行された。
- 2023年9月25日 : ダイヤ改正を実施。一部ルートを変更し、外回り方向に一本化。引き続き京成バス金町営業所担当便は全日運行し、京成タウンバスは平日のみ運行を行う[20]。
- 2023年11月24日〜11月30日 : 『細田循環バス無料乗車デー』を実施[21]。前年同様、かつしかフードフェスタ開催に伴い11月25日（土）・11月26日（日）では、京成タウンバス担当による臨時便も運行。
- 2024年3月 : 実証実験運行終了予定であったが、4月以降も引き続き運行することを発表[22]。

葛飾区の社会実験運行として、細田地区から新小岩駅等へのアクセス向上を目指して新設された。細01系統の運行終了後の2021年に、循環路線として続番となる細02系統が約4年ぶりに新設された。新設当初は「奥戸六丁目」より、「細田四丁目」→「小岩駅北口」→「奥戸新橋」方向の外回りを京成バスが、反対方向の内回りをタウンバスが担当していた。また運行開始に伴い、「京成小岩駅西」、「東新小岩四丁目」の2停留所を新設。2023年9月25日のダイヤ改正により、方向を外回りに一本化し、「細田四丁目」から「京成小岩駅西」、「小岩駅北口」を経由して小54系統の「コミュニティ会館入口」、「西小岩四丁目」を経由するルートに変更された。一方で「西小岩二丁目」、「奥戸新橋」停留所は既存路線の新小52系統で代替が可能であることから廃止となった。当初は2024年3月に運行を終了する予定であったが、利用者が増加していることから4月以降も引き続き運行されている。

### 高砂線
- 新金02  : 金町駅 - 新宿一丁目南 - 奥戸六丁目 - 新小岩駅東北広場《土休日のみ京成バス金町営業所と共同運行》
- 新金02（入出庫便）  : 金町駅 - 奥戸小学校 - 奥戸三丁目 - 葛飾営業所
- 新金02（入庫便） : 新小岩駅東北広場 → 奥戸六丁目 → 奥戸三丁目 → 葛飾営業所

沿革
- 2025年3月16日 : 開業[25][26]。
- 2025年5月3日 - 土休日のみ京成バス金町営業所でも運行を開始。

金町駅から新小岩駅東北広場までを新宿一丁目南、奥戸六丁目経由で結ぶ路線。新金線沿いの葛飾区都市計画道路276号線の開通に伴い、金町駅と新小岩駅東北広場を主に新金線沿いを経由して結ぶ新規路線として2025年3月16日に新設された。同年5月より、京成バス金町営業所でも土休日のみ運行を開始した。

## 廃止路線

### 戸ヶ崎循環線

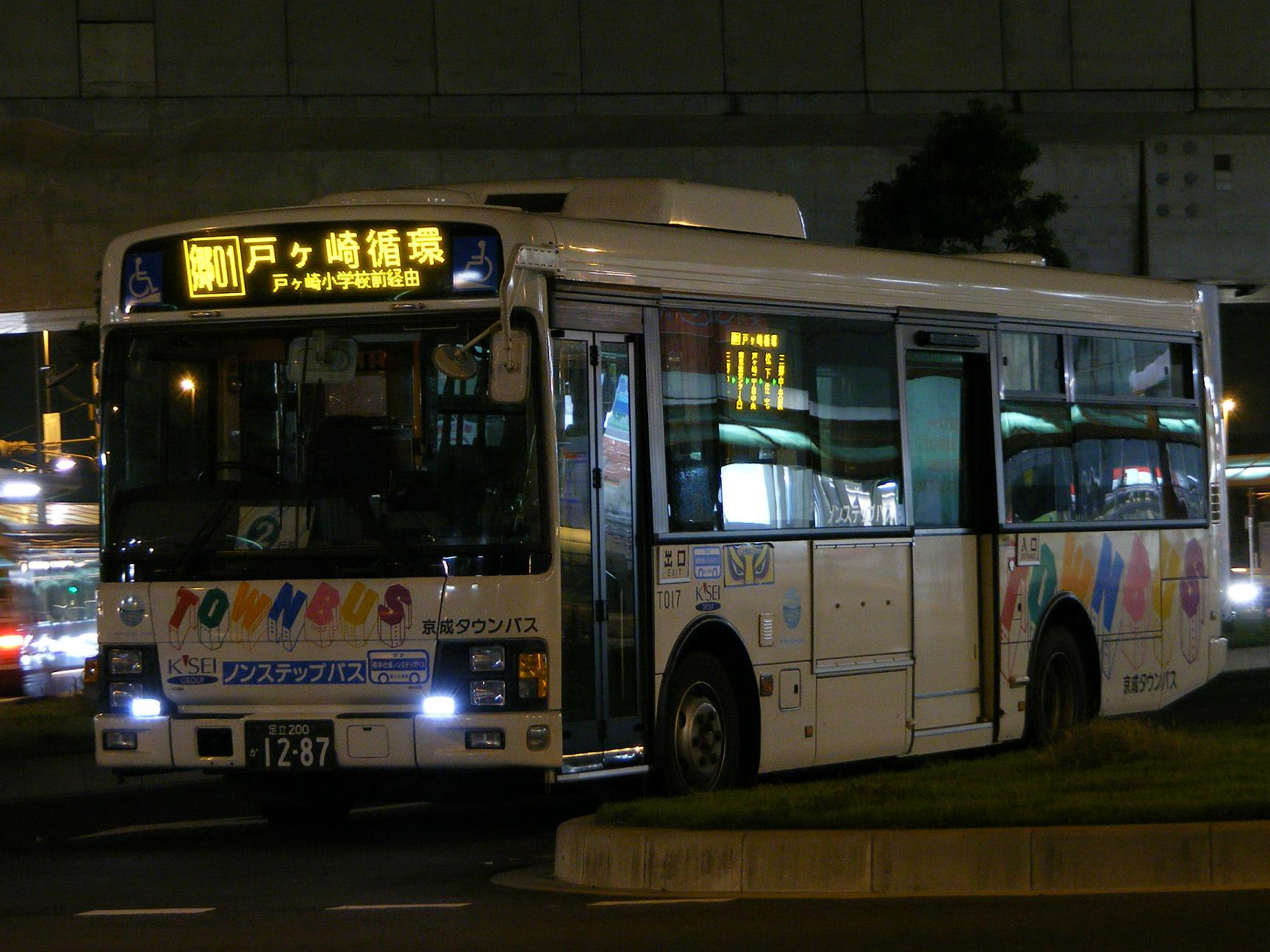
戸ヶ崎循環線に使われるバス

- 郷01 : 三郷中央駅→栄五丁目→戸ヶ崎二丁目中央→戸ヶ崎老人福祉センター→栄五丁目→三郷中央駅（戸ヶ崎循環）

沿革
- 2005年8月24日 : つくばエクスプレス三郷中央駅開業と同時に三郷循環線の路線名で開業。
- 2008年3月 : ダイヤ改正し日中の運行を廃止。朝と夕方のみ運行。
- 2010年7月20日 : 三郷循環線から戸ヶ崎循環線に路線名変更。
- 2011年3月13日 - 3月27日 : 東日本大震災の影響により燃料の供給不足が生じたため運休となる。
- 2012年4月1日 : 廃止[28]。

### 新高線
- 新高01：新小岩駅東北広場 - 奥戸消防署（現・奥戸六丁目） - 高砂一丁目

京成バス江戸川営業所と共同運行
新金線と同じく葛飾区の社会実験路線として2015年10月18日に運行開始。2016年3月27日までの土休日のみの運行であり8時台から19時台に20分間隔で、京成バスと京成タウンバスが交互に運行していた。さらにその後、2016年9月1日から2016年11月30日まで平日のみ運行した。車両は大型車と中型車を使用した。

### 細田線
- 細01 : 新柴又駅 - 京成小岩駅入口 - 細田四丁目 - 葛飾区役所 - 立石駅入口 - タウンバス車庫《京成バス金町営業所と共同運行》
  - 2017年3月31日 : 社会実験終了に伴い一旦廃止。現在は再編の上で細02として運行中。

### 新金線

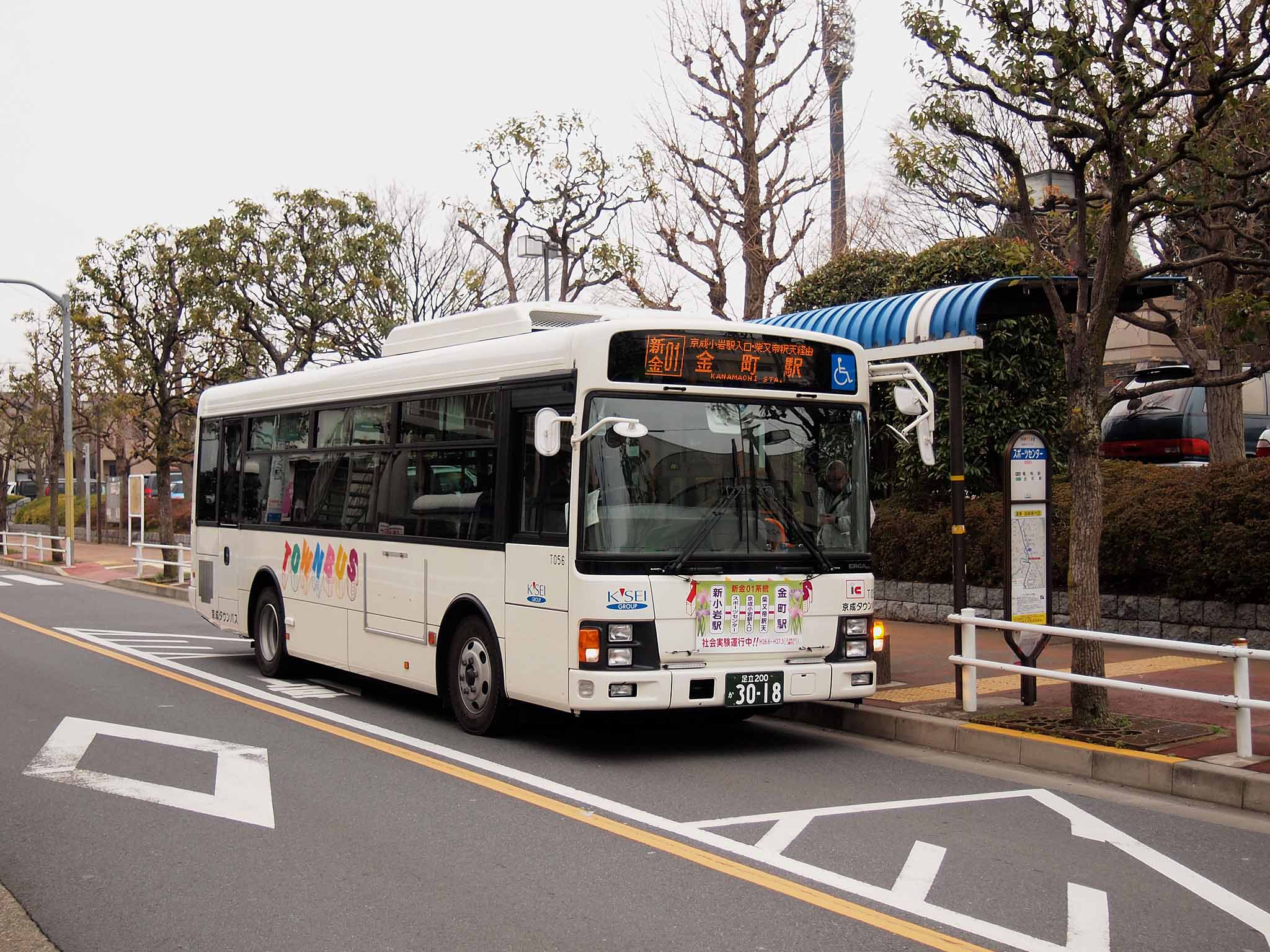
新金線（T056：葛飾区総合スポーツセンター）

- 新金01：新小岩駅南口 - スポーツセンター - 細田四丁目 - 京成小岩駅入口 - 新柴又駅 - 金町駅南口《京成バス金町営業所と共同運行》（土休日のみ運行）
  - 2014年6月14日：運行開始。
  - 2025年3月15日：運行終了[29]。（京成バス便は4月29日に運行終了。）

葛飾区の南北交通網の利便性を向上させる社会実験路線として開設。当初は2015年3月29日までの土曜・日曜・祝日だったが、2015年4月以降も運行が継続されていた。
環七線の新小岩駅 - スポーツセンター間と京成バス戸ヶ崎線：小55系統の金町駅 - 京成小岩駅入口間を細田経由でつないだ経路で、金町・柴又地区から葛飾区総合スポーツセンターおよび新小岩駅から柴又帝釈天へのアクセスを狙う。京成バス金町営業所との共同運行だったが、2025年3月で京成タウンバスが運行から撤退し京成バス金町営業所のみで運行を継続していたが4月29日をもって京成バスでも運行を終了し完全に廃止された。

### 白鳥線（一部系統の廃止）

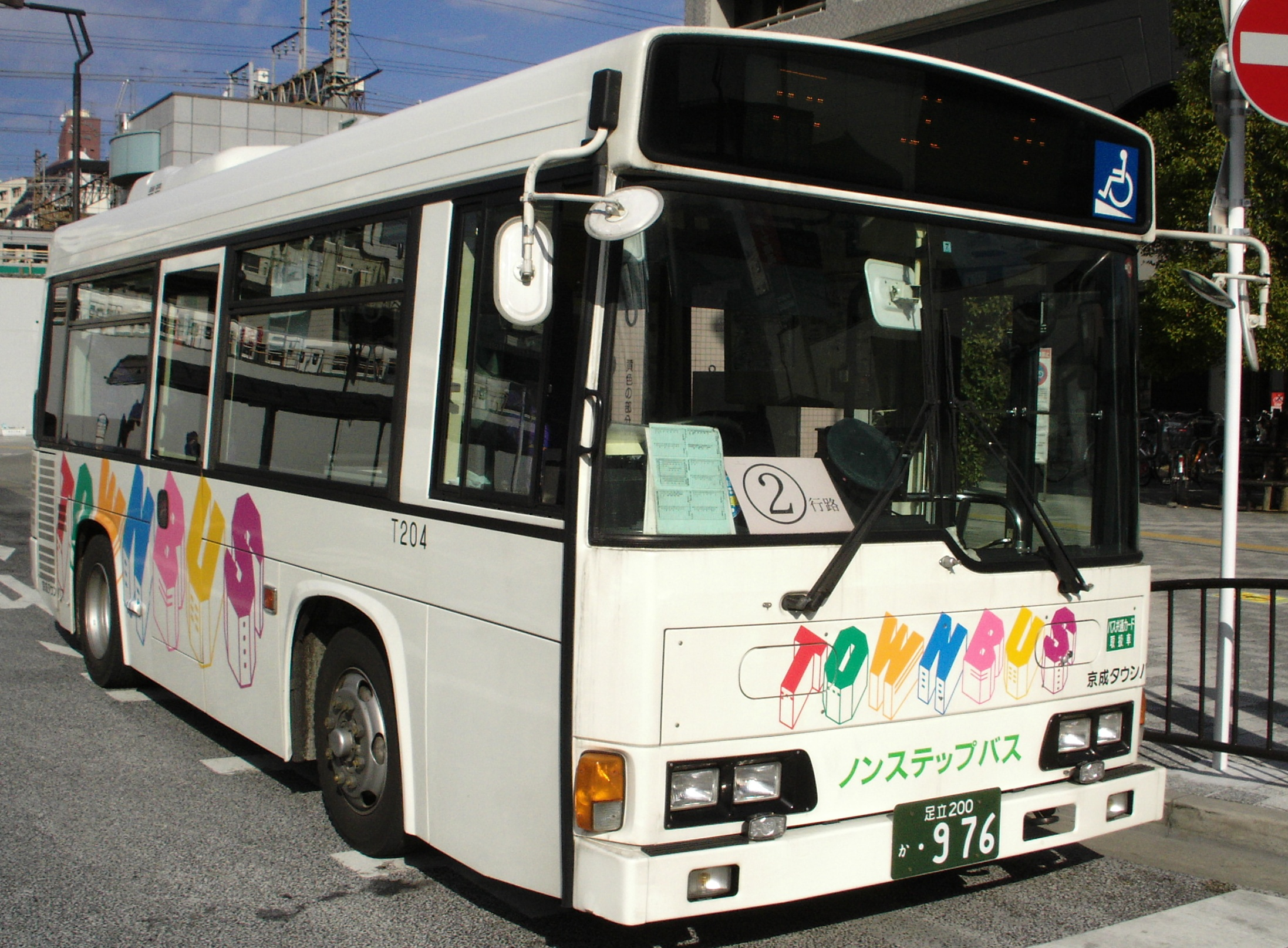
白鳥線に使われるバス（写真のバス「T204」は現在、ちばグリーンバスに転属）

- 有70（出入庫）：金町駅南口 - 新宿三丁目東 - 葛飾商業高校 - 中川橋西 - 亀有駅 - 葛飾野高校 - お花茶屋駅 - 葛飾区役所 - タウンバス車庫
- 有70（新宿循環）：亀有駅 → 中川橋西 → 新宿一里塚 → 中川橋西 → 亀有駅

有70のうち、派生系統である金町駅～金町駅〜亀有駅〜タウンバス車庫線と新宿循環線が2025年3月16日ダイヤ改正で廃止。本線格の金町駅〜亀有駅〜ウェルピアかつしか線が平日1往復のみ存続。

## 車両
京成タウンバスでは、前身の京成電鉄奥戸営業所時代に引き続き、主にいすゞ自動車より導入した車両を使用している。営業開始当初は京成からの転属車両によって運行されていたが、2002年度より独自に新車の導入を開始した。以降の新車は全車ノンステップバスとなっている。
京成タウンバス発足後の新車は中型車の比率が高まった。大型車は平和橋通り線で運用されることが多いほか、新金線・環七線の南部区間の出入便でも運用される。新タワー線には当初は新車の大型車を充当していたが、利用状況に合わせて中型車が使用されるようになった。
車体のカラーリングは、白1色に「TOWNBUS」のカラフルなロゴを入れたものである（T025以降はロゴがやや小さめになっている）。京成からの転属車は、早期に廃車予定の車両は塗装を変更せず、京成バスカラーに赤紫色の字で「京成タウンバス」と社名を入れて運行し、それ以外の車両は塗り替えを行った。
一部に狭隘区間がある白鳥線用として7m幅の小型車も在籍し、日野・レインボーHR7m車と三菱ふそう・エアロミディMEが使用されている。レインボーHRはマイスカイ交通と共同運行する金町三郷線用として2002年9月に導入されたもので、当時いすゞ自動車がこのサイズの車両の製造を行っていなかったため日野自動車製の車両が選択された。カラーリングもT203を除き専用塗装（マイスカイ交通風の青1色に「TOWNBUS」のロゴ）だったが、2005年12月から2006年2月にかけて一般塗装に塗り替えられた。2004年に日野・レインボー7m車の製造が終了したため、2006年に白鳥線用としてエアロミディMEを導入した。また、慈恵線専用の小型車として日野・ポンチョも在籍する。
三郷線は車両の検査時などを除き、原則として整理券発行機を取り付けた中型車（社番T017 - T019・T021・T022・T030）で運行している。また車両不足の場合は小型車（社番T201・T203）も入る場合がある。かつてはT020号車も存在したが、2008年に逆走してきた乗用車と正面衝突する事故に巻き込まれ大破、廃車となり緊急代替車としてT030が導入された。整理券対応の中型車が三郷線以外で運用されることもある。
T204は2009年9月にちばグリーンバス、Ｔ202は2012年10月に千葉交通銚子営業所へ移籍した。他に2009年頃から、中型ワンステップバス数台をちばシティバスへ譲渡している。
T023は2011年6月1日から堀切線で、亀有が舞台の漫画『こちら葛飾区亀有公園前派出所』のラッピングバス（広告主は葛飾区）として運行された。
T045は2014年6月12日午後から、葛飾区が2014 FIFAワールドカップの応援ムードを盛り上げるため四ツ木地区に「翼像」を建立したことを記念し、タウンバスの車両に『キャプテン翼』のラッピングバス（広告主は葛飾区）として運行された。
T063ともう1台は2019年8月1日から、特殊詐欺や自転車盗難被害の防止を呼びかける葛飾区の犯罪未然防止啓発事業として、漫画『ブラック・エンジェルズ』のキャラクター「松田鏡二」のラッピングバスとして運行されている
T054号車からT075号車は、車両に携帯電話・スマートフォン等の充電用コンセントが設置された。その後に導入されたT076号車以降の車両には充電用コンセントは設置されていない。